# Svartgölen (Åkers socken, Småland)
Svartgölen är en sjö i Vaggeryds kommun i Småland och ingår i Lagans huvudavrinningsområde. Sjön är 6,2 meter djup, har en yta på 0,01 kvadratkilometer och befinner sig 280 meter över havet.